# Fotö
Fotö – miejscowość (tätort) w Szwecji, w regionie administracyjnym (län) Västra Götaland, w gminie Öckerö.
Według danych Szwedzkiego Urzędu Statystycznego liczba ludności wyniosła: 630 (31 grudnia 2015), 637 (31 grudnia 2018) i 622 (31 grudnia 2019).